# Manipurträdkrypare
Manipurträdkrypare (Certhia manipurensis) är en fågel i familjen trädkrypare inom ordningen tättingar.

## Kännetecken

### Utseende
Manipurträdkryparen är en typisk, 14 cm lång trädkrypare med böjd näbb, mönstrad brun ovansida, vitaktig undersida och långa styva stjärtpennor som den använder för kunna balansera upprätt på trädstammar och grenar. Arten är mycket lik den västligare sikkimträdkryparen (C. discolor) och fram tills nyligen behandlades de som en och samma art (se nedan). Jämfört med denna är dock manipurträdkryparen mörkare kanelorange på strupe och bröst. Båda arterna saknar, olikt himalayaträdkryparen, svart bandning på stjärtens ovansida.

### Läten
Manipurträdkryparens sång är karakteristiskt, monotont skallrande som i engelsk litteratur återges som "tchi-tchi tchi-tchi tchi-tchi tchichip", långsammare än sikkimträdkryparens. Bland lätena hörs högljudda och smått explosiva "chit" eller "tchip", ibland utdraget till ett skallrande.

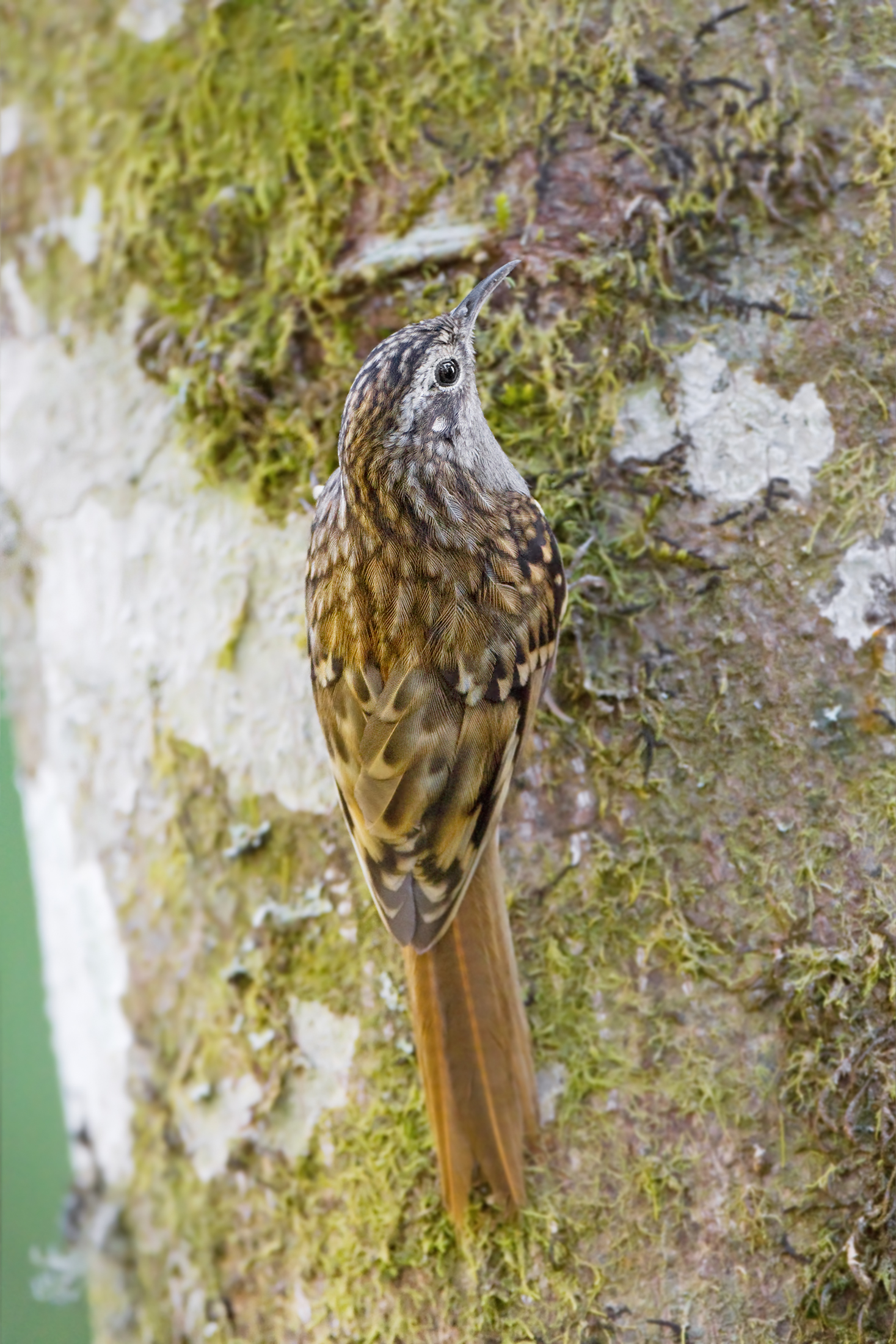

## Utbredning och systematik
Manipurträdkrypare delas upp i fyra underarter med följande utbredning:
- Certhia manipurensis manipurensis – nordöstra Indien (söder om Brahmaputra) och närliggande sydvästra Myanmar
- Certhia manipurensis shanensis – nordöstra Myanmar till sydvästra Kina (Yunnan), Thailand och nordvästra Vietnam
- Certhia manipurensis manipurensis – södra Vietnam (platån Da Lat)
- Certhia manipurensis manipurensis – Laos (platån Tranninh)

Arten inkluderade tidigare sikkimträdkryparen (C. discolor) som underart.

## Status och hot
Arten har ett stort utbredningsområde och en stor population, men tros minska i antal till följd av habitatförstörelse och fragmentering, dock inte tillräckligt kraftigt för att den ska betraktas som hotad. Internationella naturvårdsunionen IUCN kategoriserar därför arten som livskraftig (LC). Världspopulationen har inte uppskattats, men den beskrivs som allt från vanlig till sällsynt.

## Namn
Arten är uppkallad efter den indiska delstaten Manipur.